# Niphidium anocarpos
Niphidium anocarpos är en stensöteväxtart som först beskrevs av Kze., och fick sitt nu gällande namn av David Bruce Lellinger. Niphidium anocarpos ingår i släktet Niphidium och familjen Polypodiaceae. Inga underarter finns listade.